# Pendule (physique)
Pour les articles homonymes, voir Pendule.

Schéma montrant le comportement d'un pendule simple.

En physique, le pendule est un système oscillant qui, écarté de sa position d'équilibre, y retourne en décrivant des oscillations, sous l'effet d'une force, par exemple le poids d'une masse. Le mot pendule (nom masculin), dû à Huygens, vient du latin pendere. Le  pendule de Foucault est l'un des plus connus.
Par ailleurs, le mot « pendule » est souvent utilisé en synonyme de « pendule simple », même si son mouvement n'est plus « pendulaire » (on parle ainsi de pendule conique). Enfin, le mot « pendule » (nom féminin) désigne à l'origine les horloges dont la régulation était assurée par l'oscillation d'un pendule, appelé balancier.

## Pendules de gravité

### Typologie
Ce sont les pendules dont le mouvement oscillatoire est dû à l'effet de la pesanteur.
- Pendule simple

Il s'agit du cas le plus simple : une petite masse pouvant être assimilée à un point matériel est suspendue au bout d'un fil (ou d'une tige) inextensible et de masse négligeable. Écartée de sa position d'équilibre, puis lâchée, la masse oscille dans un plan, de part et d'autre de la verticale. Cette oscillation provient de l'action de la pesanteur : il s'agit du pendule pesant simple, expression habituellement raccourcie en « pendule simple ». Cet oscillateur, bien que le plus simple, n'est pas un oscillateur harmonique : en particulier, la période des oscillations dépend de l'amplitude du mouvement.
- Pendule de Foucault

Pendule simple utilisé par Jean Foucault afin de mettre en évidence le mouvement de rotation de la Terre grâce à la longueur de son fil et sa grande masse. Une rotation du plan d'oscillation fut alors constatée. L'analyse de son mouvement nécessite de considérer le référentiel terrestre non galiléen. Deux exemplaires peuvent être observés en fonctionnement au Deutsches Museum de Munich ou au Musée des arts et métiers de Paris.
- Pendule sphérique

Une bille massive, considérée ponctuelle, peut se déplacer librement sur la surface intérieure d'une sphère. Sous l'effet de la pesanteur, elle oscille autour d'une position d'équilibre déterminée par l'impulsion initiale.
- Pendule conique

Sa dénomination n'est pas adaptée, car ce pendule n'oscille pas. Si l'on imprime un mouvement de rotation autour de l'axe vertical à un pendule simple, celui-ci s'écarte de l'axe et la masse décrit un cercle. L'angle dont s'écarte la masse et le fil dépend de la vitesse de rotation. Le nom vient de ce que le fil décrit donc un cône. C'est un cas particulier du pendule sphérique (d'où peut-être le maintien du nom pendule).
- Pendule pesant/Pendule pesant composé

Lorsque la masse accrochée n'est plus suffisamment petite et/ou si la tige qui la relie à l'axe de rotation n'est pas de masse négligeable, on doit tenir compte du moment d'inertie de l'ensemble. Un tel pendule est appelé pendule pesant (ou pendule pesant composé pour le distinguer du pendule simple). Ainsi, tout objet suspendu par un axe horizontal ne passant pas par son centre de gravité est un pendule pesant. Les propriétés du pendule pesant (composé) sont les mêmes que celles du pendule (pesant) simple. En particulier, ce n'est pas un oscillateur harmonique.
- Pendule balistique

Il s'agit d'une utilisation pratique du pendule pesant : un choc sur la masse de celui-ci donne une impulsion qui détermine le mouvement ultérieur. L'étude du mouvement permet de caractériser l'impact ; on peut ainsi mesurer la vitesse d'une balle de fusil.
- Pendule de Mach

En inclinant le plan d'oscillation d'un pendule pesant on modifie l'effet de la pesanteur (dont seule la composante dans le plan agit comme force de rappel). La période de ces oscillations dépend donc (pour une amplitude donnée) de l'angle imposé au pendule. (La période diminue lorsqu'on incline le plan).
- Pendule de Huygens

Le pendule de Huygens n'est pas à proprement parler un pendule : la masse est contrainte de se déplacer sur une forme parabolique (morceaux de cycloïde). Le mouvement ne correspond pas à des oscillations.
- Pendule cycloïdal

Ce pendule est le seul pendule rigoureusement isochrone et a aussi été inventé par Huygens. Il est constitué d'une masse suspendue à un fil (pendule simple) mais astreinte à se mouvoir le long d'une cycloïde. Pour cela le fil est encadré à son point d'attache de deux portions de cycloïde, profitant d'une propriété mathématique de cette courbe : elle est sa propre développée.
- Pendule elliptique

C'est un pendule dont le point d'attache n'est pas fixe, mais libre de se mouvoir sans frottement le long d'un axe horizontal. Le mouvement en est complexe, on ne l'étudie ici que dans le cas de petites oscillations.

### Application à la gravimétrie

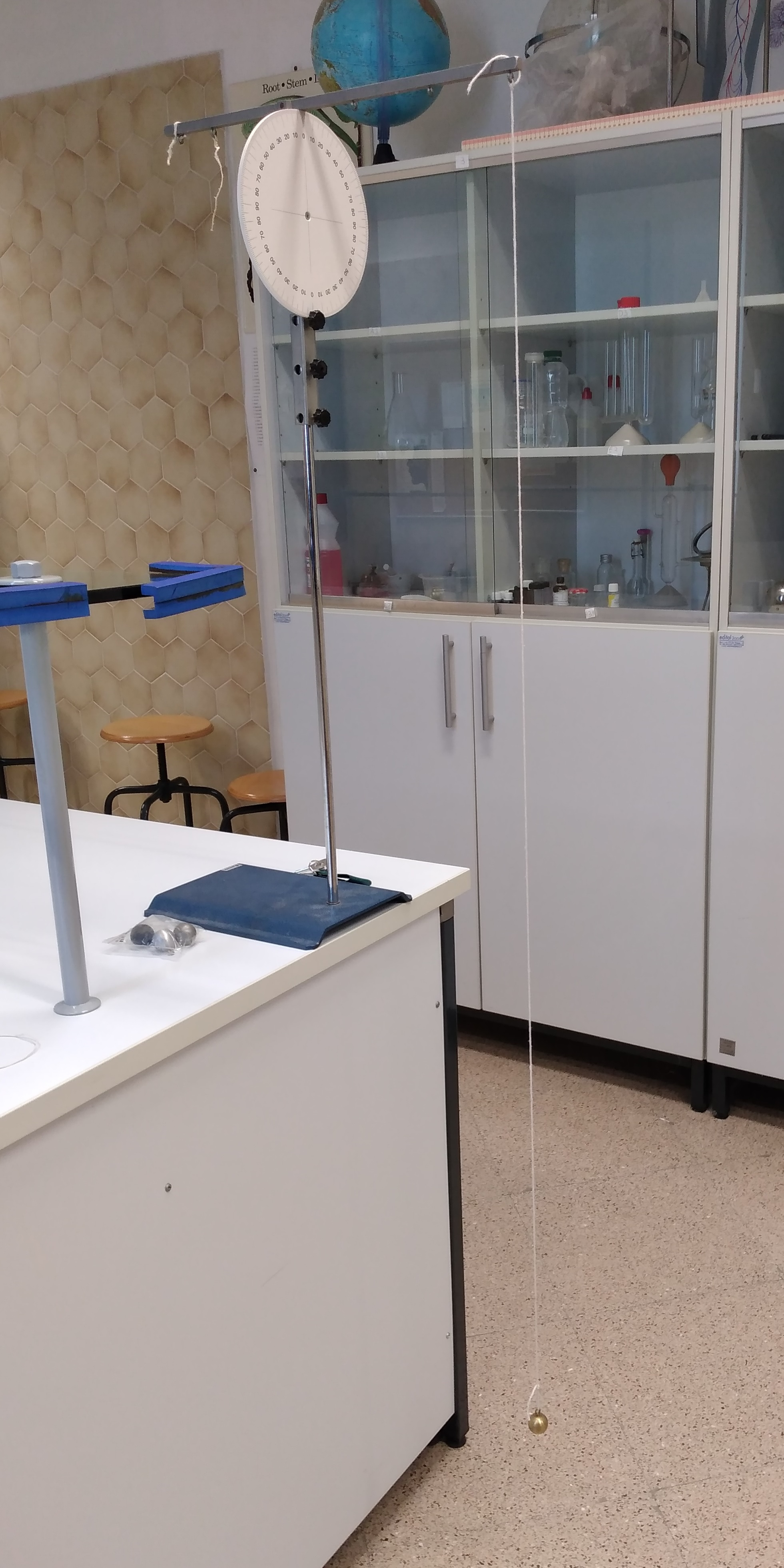
Pendule simple (laboratoire)

Puisque la période d'oscillation T d’un pendule gravitaire ne dépend que de g et de sa longueur L : 
{\displaystyle T=2\pi {\sqrt {\frac {L}{g}}}\qquad \qquad \qquad (1)\,}
on peut s’en servir pour mesurer l’accélération de la pesanteur g. Autrement dit, en mesurant la longueur L et la période T d’un pendule, on peut en déduire la valeur locale de g
{\displaystyle g={\frac {4\pi ^{2}L}{T^{2}}}}
Le premier qui découvrit la variation de l’intensité de la pesanteur à la surface de la Terre aura été le Français Jean Richer, qui en 1671 avait été envoyé à Cayenne par l’Académie des sciences, avec la mission d’y mesurer g avec une pendule à balancier. Lors des observations qu’il fit l'année suivante, Richer établit que cette pendule accusait un retard de 2 min 30 s par jour par rapport aux horloges de Paris ou, ce qui revient au même, que la longueur d’un pendule battant la  seconde y était plus courte de 1¼ lignes de Paris, soit 2,6 mm, qu’à Paris,. Les savants du Grand Siècle soupçonnaient que la Terre n'est pas une sphère parfaite. En 1687, Isaac Newton, considérant l’effet de la rotation de la Terre et de la force centrifuge développée sur les masses solides formant le globe terrestre, suggéra qu’elle devait être légèrement aplatie aux pôles. Puisque la surface est plus éloignée du centre de la Terre à Cayenne qu'à Paris, la gravité doit y être plus faible. C’est pourquoi au début du XVIIIe siècle, on lança plusieurs expéditions embarquant des pendules servant de gravimètres de précision, pour mesurer la gravité en différents points de la Terre. L’accumulation de données gravimétriques locales contribua à affiner toujours davantage la description du géoïde.
L’utilisation de pendules pour mesurer l’intensité de la pesanteur devint si commune au XVIIIe siècle qu’on la mesurait non par la valeur de l’accélération, g, désormais en usage, mais par la longueur du pendule battant la seconde (c’est-à-dire dont la période d'oscillation complète, aller et retour, est de deux secondes). On voit en effet par l’équation (1) que pour une pendule à balancier, la longueur est simplement proportionnelle à g:
{\displaystyle g=\pi ^{2}L\,}

## Autres pendules
- Pendule de torsion

Il est constitué d'une barre horizontale (Foliot), suspendue à un fil métallique vertical. Lorsqu'on écarte la barre de sa position d'équilibre (on la fait pivoter autour de l'axe formé par le fil de soutien) et qu'on le lâche ainsi, la barre oscille dans un plan horizontal. Ceci est dû au fil qui, par sa torsion, exerce un couple de rappel qui tend à ramener le pendule vers sa position d'équilibre. La constante de torsion du fil joue le même rôle que la gravité pour un pendule pesant : elle tend à le ramener vers sa position d'équilibre. Cet oscillateur est harmonique.
- Pendule de Pohl

C'est un disque en rotation autour de son centre relié à un ressort spiral. Lorsqu'on tourne légèrement le disque, le ressort exerce un couple de rappel. Le disque oscille alors autour de sa position d'équilibre. Le dispositif « pendule de Pohl » désigne en fait l'ensemble du pendule, constitué du pointeur qui permet de suivre les oscillations et mesurer les amplitudes, d'un petit moteur qui permet d'imposer une excitation sinusoïdale et d'un frein électromagnétique. Ce pendule est un oscillateur harmonique.
- Pendule élastique

C'est l'appellation parfois utilisée pour le système masse-ressort. Une masse suspendue à un ressort est soumise à son poids, mais la force de rappel qui provoque les oscillations est la force (dite élastique) exercée par le ressort. Ce « pendule » élastique est un oscillateur harmonique. Il peut également être étudié dans un mouvement horizontal. Sa fréquence d'oscillation est d'ailleurs la même que verticalement.

## Autres cas
- Pendule simple à résonance paramétrique ;
- Pendule sphérique magnétique ;
- Pendule de Kater ;
- Pendule de Newton ;
- Pendule inversé.